# Kronika nadbużańska
Kronika nadbużańska – czasopismo wydawane w latach 1933-1939 przez Stowarzyszenie Przyjaciół Kultury Polskiej. Zamieszczano w nim materiały o tematyce regionalnej, społeczno-politycznej i kulturalnej regionu nadbużańskiego, obejmujące swym zasięgiem Chełm, Hrubieszów, Włodawę i okolicę. Na łamach czasopisma publikowano także recenzje teatralne, wiersze i prozę. Przez cały okres swojego istnienia było wydawane w formie tygodnika.
Ostatni numer czasopisma, z 9 września 1939 roku, był 307. wydaniem Kroniki.

## Redaktorzy naczelniKroniki nadbużańskiej
- 1933-1934 – Mirosław Toporowski
- 1934-1939 – Cyprian Odorkiewicz